# Convair Model 118

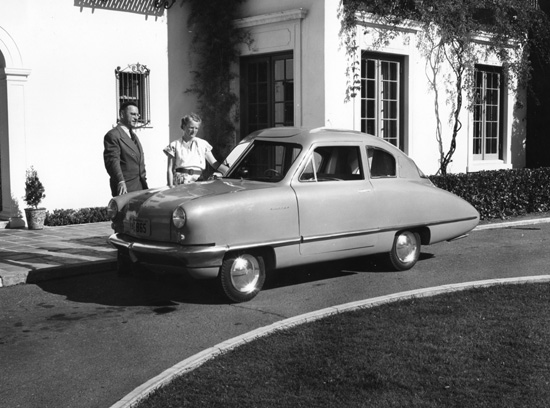
Convair Modell 118 im „Automobil“-Modus (der Flügel ist abgenommen)

Die Convair Modell 118 ConvAirCar (nach dem Konstrukteur Ted Hall auch als Hall Flying Automobile bekannt) war ein US-amerikanisches Flugauto, von dem nur zwei Prototypen gebaut wurden.
Geplante Zielgruppe war die breite Öffentlichkeit. Der erste Prototyp wurde nach einer Notlandung aufgrund von Treibstoffmangel beschädigt.
Anschließend wurde der zweite Prototyp aus den Teilen des beschädigten Prototypen aufgebaut und geflogen. Bis zu diesem Zeitpunkt konnte nur wenig Käuferinteresse für das Projekt gewonnen werden und das Programm wurde kurz darauf beendet.

## Konstruktion und Entwicklung
Consolidated Vultee Aircraft Corporation (später Convair) suchte Eintritt in den Nachkriegsboom der Luftfahrt mit einem fliegenden Auto für eine große Käuferschicht. Theodore P. „Ted“ Hall hatte das Konzept eines fliegenden Autos vor dem Zweiten Weltkrieg untersucht, wobei der Konzern erfolglos die Idee eines solchen Fahrzeugs für den Einsatz in Kommandoeinheiten während des Krieges vorgeschlagen hatte.
Nach dem Ende des Krieges wurde von Hall und Tommy Thompson das Flugauto Convair Model 116 entworfen und entwickelt. Es wurde im Popular Mechanics-Magazin im Jahr 1946 vorgestellt. Es bestand aus einer zweisitzigen Karosserie, angetrieben von einem hinten angebrachten 26-PS-Motor, mit abnehmbarem Eindecker Flügel, Leitwerk und einer Zugpropeller-Konfiguration mit einem 90PS Franklin 4A4 Motor und zweiflügeligem hölzernen Propeller. Das Flugauto flog am 12. Juli 1946 und machte 66 Testflüge.
Hall entwickelte anschließend ein komplexeres Modell als die 116, mit einer optimierten Zelle und einem stärkeren Flugmotor. Ein 25-PS-Crosley-Motor war im Heck der viersitzigen Kunststoffkarosserie, als „Automotor“ untergebracht, während ein 190 PS-Lycoming O-435C für den Antrieb des „Flugzeugs“ verwendet wurde. Ein hohes Produktionsziel von 160.000 Fahrzeugen war vorgesehen, mit einem geplanten Preis von 1.500 $ pro Fahrzeug. Convair erwartete, dass das Modell 118 in großer Zahl gekauft werden würde, um an Flughäfen vermietet zu werden.

## Geschichte
Testpilot Reuben Snodgrass flog den Prototyp mit der Registrierung NX90850 zum ersten Mal am 15. November 1947. Am 18. November 1947, während einer einstündigen Flugdemonstration, machte er eine Notlandung aufgrund Treibstoffmangels in der Nähe von San Diego. Dabei wurde die Flugzeugzelle schwer beschädigt und es entstanden Schäden an den Flügeln. Der Pilot, der mit leichten Verletzungen davonkam, berichtete, dass zu wenig Flugbenzin an Bord gewesen war. Obwohl die Kraftstoffanzeige visuell während der Vorflugkontrolle überprüft worden war, wies alles darauf hin, dass der Tank des „Automobils“, also die Kraftstoffanzeige für den Automotor mit der unterhalb davon angebrachten Kraftstoffanzeige für den Flugzeugmotor verwechselt worden war. Unter Verwendung des gleichen Flügels und eines anderen Autos flog der zweite Prototyp wieder am 29. Januar 1948 von WG Griswold pilotiert. Aber die Begeisterung für das Projekt hatte bereits nachgelassen, und Convair beteiligte sich nicht mehr am Programm. Die Patentschriften gingen an Hall zurück. Dieser gründete die T.R Hall Engineering Corp., aber das Model 118, in seiner neuen Ausführung, erreichte nie den Produktionsstatus.

## Technische Daten (Model 118)
Quelle: General Dynamics Aircraft and their Predecessors
- Spannweite: 10,49 m
- Höhe: 2,54 m
- Leermasse: 691 kg
- Bruttomasse: 1157 kg
- Triebwerk: 1 × Lycoming O-435C, luftgekühlter Boxermotor, 190 PS (140 kW)
- Triebwerk: 1 × Crosley luftgekühlter, 25 PS (19 kW) (Straßenmotor)
- Reisegeschwindigkeit 201 km/h[1]